# Holger Eriksen
Holger Eriksen (5. december 1894 i Østbirk Sogn – 8. april 1988) var en dansk politiker og redaktør. 
Eriksen voksede op på landet, tog realeksamen og gik i journalistlære på Løgstør Avis. Senere blev han ansat ved den socialdemokratiske presse fra 1913, først i Vejle, Slagelse, København og Næstved, indtil han i 1921 kom til Demokraten i Aarhus. Her var han til 1956, de senere år som politisk redaktør, hvor han formulerede principielle synspunkter, der til tider var i modstrid med Socialdemokratiets politiske linje.
Fra 1927 sad han med i den centrale ledelse af Socialdemokratiet; fra 1939 i forretningsudvalget. I årene 1929-1935 repræsenterede han partiet i Aarhus Byråd. Han var fra 1935 til 1966 med undtagelse af årene 1945-1947 medlem af Folketinget. Her indtog han en fremtrædende position, men var i flere gange i opposition til ledelsen. Han var medlem af Forfatningskommissionen forud for Grundloven af 1953 og var 1950-1956 formand for Den Parlamentariske Kommission til undersøgelse af forholdene under besættelsen.
Han trak sig fra politik i 1965 og udgav i 1986 sine erindringer, Socialdemokrat og rebel.